# Cayo Naranja
Cayo Naranja, (en francés Caye Orange y también conocido como Orange Cay e Îlet Orange) es el nombre que recibe una pequeña isla del país caribeño de Haití, que está situado en el departamento de Sur, distrito de Aquin, y en la comuna de Saint-Louis-du-Sud. 